# Taguig
Taguig é um cidade de  primeira classe de renda da cidade (d) na região Grande Manila (NCR), nas Filipinas. De acordo com o censo de 1 de maio  de  2020 possui uma população de 886 722 pessoas e 246 873 domicílios.

## Bairros
- Bagong Tanyag
- Bagumbayan
- Bambang
- Calzada
- Central Bicutan
- Central Signal
- Fort Bonifacio
- Hagonoy
- Ibayo-Tipas
- Katuparan
- Ligid-Tipas
- Lower Bicutan
- Maharlika Village
- Napindan
- New Lower Bicutan
- North Daang Hari
- North Signal
- Palingon
- Pinagsama
- San Miguel
- Santa Ana
- South Daang Hari
- South Signal
- Tuktukan
- Upper Bicutan
- Ususan
- Wawa
- Western Bicutan